# Мртви не умиру
Мртви не умиру (енгл. The Dead Don't Die) америчка је зомби комедија из 2019. године, написана и режирана од стране Џима Џармуша. У филму учествују Адам Драјвер, Бил Мари, Селена Гомез, Клои Севиђни, Стив Бусеми, Остин Батлер, Тилда Свинтон, Том Вејтс и Калеб Лондри Џоунс.
Премијера је одржана 14. маја 2019. године. од стране Фокус Фјичурса.

## Радња
У малом мирном граду, зомбији изненада почињу да тероришу град. Сада три полицајца у наочарима и необичан шкотски стручњак за мртвачницу морају да се удруже како би поразили немртве.

## Улоге
- Адам Драјвер као полицајац Питерсон
- Бил Мари као шеф Клиф Робертсон
- Клои Севињи
- Селена Гомез као Зои
- Остин Батлер као Џек
- Стив Бусеми као фармер Милер
- Калеб Лондри Џоунс као Боби Вигинс
- Тилда Свинтон
- Роузи Перез
- Дени Главер као Хенк Томпсон
- Лука Сабат као Зек
- Том Вејтс као пустињак Боб
- Керол Кејн
- Иги Поп
- Сара Драјвер
- РЗА

## Продукција
У марту 2018. Бил Мари је објавио да је био постављен за главну улогу у филму, заједно са Данијел Крејгом и Роузи Перез, који ће писати и режирати Џим Џармуши. Говорећи о пројекту, Мари је изјавио:
То је зомби филм. Џим Џармуши је написао зомби скрипта која су тако урнебесна и има сјајне глумце: Роузи Перез, Данијел Крејг. Носиће назив "Мртви не умиру", и снимаће се преко лета. Али, не, нећу играти зомбија.
У јулу 2018. објављено је Адам Драјвер, Бил Мари, Селена Гомез, Клои Севиђни, Остин Батлер, Данијел Крејг, Роузи Перез, Стив Бусеми и Тилда Свинтон, док је Џим Џармуша режирао према сценарију који је написао. Џошуа Астрачан и Картер Логан ће продуцирати филм, док ће Фокус Фјичурс дистрибуирати филм. Калеб Лондри Џоунс се придружио филму крајем месеца.

## Премијера филма
Премијера филма је одржана 14. маја 2019.